# Cantonul Lons-le-Saunier-Sud
Cantonul Lons-le-Saunier-Sud este un canton din arondismentul Lons-le-Saunier, departamentul Jura, regiunea Franche-Comté, Franța.

## Comune
- Bornay
- Chilly-le-Vignoble
- Courbouzon
- Frébuans
- Geruge
- Gevingey
- Lons-le-Saunier (parțial, reședință)
- Macornay
- Messia-sur-Sorne
- Moiron
- Trenal
- Vernantois